# Spodoptera histrionica
Spodoptera histrionica är en fjärilsart som beskrevs av Fabricius 1775. Spodoptera histrionica ingår i släktet Spodoptera och familjen nattflyn. Inga underarter finns listade i Catalogue of Life.